# Bahía Ballenas
Die Bahía Ballenas (spanisch für Bucht der Wale oder Walbucht) ist eine Bucht am Südende der Petermann-Insel im Wilhelm-Archipel westlich der Antarktischen Halbinsel.
Die Benennung erfolgte durch argentinische Wissenschaftler.